# Angelo Camerini
Angelo Camerini (Lanciano, 19 gennaio 1819 – L'Aquila, 5 luglio 1885) è stato un politico italiano.

## Biografia
Nato a Lanciano nel 1819 da Vincenzo, proveniente da Barisciano, e Isabella Guarnieri, conseguì la laurea in giurisprudenza e praticò la professione di avvocato. Fu eletto deputato del Regno d'Italia nel collegio di Lanciano durante le elezioni suppletive del 30 novembre 1862, a seguito della vacanza del seggio lasciata da Giuseppe Vergili; fu confermato nello stesso collegio anche alla successiva tornata del 1865, rimanendo in carica per l'VIII e la IX legislatura. Non venne invece rieletto alle elezioni del 1867.
Riuscì invece a conquistare il seggio per l'XI legislatura alle elezioni politiche del 1870 nel collegio di San Demetrio ne' Vestini. Sposatosi con Luisa Onofri, fu il padre, tra gli altri, di Vincenzo Camerini. Morì all'Aquila nel 1885.